# Skoleministre fra Færøerne
Skoleministeren eller undervisningsministeren (færøsk: landsstýrismaðurin í skúlamálum/undirvísingarmálum) var fra 1959 til 2002 en ministerpost i Færøernes regering, med ansvar for uddannelsessager. Ministeren har aldrig været uden andre ansvarsområder, oftest sammen med kultur- og kommunalsaker. I 1998 ble departementets opgaver lagt ind under Undervisnings- og kulturdepartementet, og fra 2002 har dette været kendt som Kulturministeriet (færøsk: Mentamálaráðið).
| Periode              | Navn                   | Parti                | Ministerium                                                                  |
| -------------------- | ---------------------- | -------------------- | ---------------------------------------------------------------------------- |
| 1959–1967            | Niels Winther Poulsen  | Sjálvstýrisflokkurin | Kommunal-, kultur- og skoleministeriet                                       |
| 1967–1972            | Sámal Petersen         | Sjálvstýrisflokkurin | Kommunal-, kultur- og skoleministeriet                                       |
| 1972–1975            | Asbjørn Joensen        | Sjálvstýrisflokkurin | Kommunal-, kultur- og skoleministeriet                                       |
| 1975–1979            | Finnbogi Ísakson       | Tjóðveldisflokkurin  | Skole-, bolig- og trafikministeriet                                          |
| 1979–1981            | Dánjal Pauli Danielsen | Fólkaflokkurin       | Handels-, landbrugs- og skoleministeriet                                     |
| 1979–1981            | Hergeir Nielsen        | Tjóðveldisflokkurin  | Samferdsels- og skoleministeriet                                             |
| 1981–1985            | Eilif Samuelsen        | Sambandsflokkurin    | Skole-, social- og energiministeriet                                         |
| 1985–1989            | Jógvan Durhuus         | Tjóðveldisflokkurin  | Landbrugs-, skole- og sundhedsministeriet                                    |
| 1989–1991            | Signar Hansen          | Tjóðveldisflokkurin  | Skole-, kultur- og miljøministeriet                                          |
| 1991–1993            | Marita Petersen        | Javnaðarflokkurin    | Kultur-, skole- og justitsministeriet                                        |
| 1993                 | Thomas Arabo           | Javnaðarflokkurin    | Industri- og skoleministeriet                                                |
| 1993–1994            | Bergur Jacobsen        | Sjálvstýrisflokkurin | Kultur- og skoleministeriet                                                  |
| 1994–1998            | Eilif Samuelsen        | Sambandsflokkurin    | Miljø-, energi-, skole- og kommunalministeriet                               |
| 1998–2000            | Signar á Brúnni        | Tjóðveldisflokkurin  | Undervisnings- og kulturministeriet                                          |
| 2000–2001            | Tórbjørn Jacobsen      | Tjóðveldisflokkurin  | Undervisnings- og kulturministeriet                                          |
| 2001–2002            | Óli Holm               | Tjóðveldisflokkurin  | Undervisnings- og kulturministeriet                                          |
| feb. 2019– sep. 2019 | Hanna Jensen           | Framsókn             | Kulturministeriet (fik ansvaret for skolesager, Høgni Hoydal for kutursager) |